# Rokotów

Rokotów [rɔˈkɔtuf] est un village polonais de la gmina de Nowa Sucha dans le powiat de Sochaczew et dans la voïvodie de Mazovie.
Il se situe à environ 6 kilomètres au sud de Sochaczew et à 52 kilomètres à l'ouest de Varsovie.